# ヘンネルスドルフの戦い
ヘンネルスドルフの戦い（ヘンネルスドルフのたたかい、ドイツ語: Schlacht bei Hennersdorf）もしくはカトーリッシュ＝ヘンネルスドルフの戦い（Schlacht bei Katholisch-Hennersdorf、もしくはCatholisch-Hennersdorf）は、1745年11月23日に行われたオーストリア継承戦争における戦闘である。45年冬のラウジッツ地方でオーストリア（ハプスブルク君主国）、ザクセン連合軍とプロイセン軍との間に展開された一連の軍事行動のうちのひとつで、プロイセン軍がザクセン軍を急襲して勝利した。

## 背景
1745年11月、プロイセン本領のブランデンブルク攻撃を図るマリア・テレジアは、ベーメン北部からザクセンのラウジッツにカール公子のオーストリア軍主力部隊を進出させようとしていた。この計画を察知したフリードリヒ大王は気付かぬふりをしつつ密かに対策を講じ、老デッサウをマクデブルクに送って西部の作戦を任せ、シュレージエンに駐屯する息子の若デッサウに命じて当地にある軍を集結させた。
11月15日、大王は下シュレージエンの街リーグニッツに到着し、若デッサウより集結を完了したプロイセン軍約3万を受け取った。しかし大王はすぐに連合軍の攻撃に向かうのではなく、ここで一時待機した。大王の作戦は、カール公子軍がラウジッツへの進出を終えて十分自国に接近したところで一気に強襲をかけるというもので、諸部隊には北のクロッセンに移動する準備をさせるなど 、ホーエンフリートベルクの戦いのときと同じように作戦意図の欺瞞に抜かりなかった。11月20日、プロイセン軍はリーグニッツから西進してザクセン国境に接近し、攻撃準備を整えたが、本隊はなおボーベア川の線に留まり、自軍が手ぐすね引いて待ちかまえているということを悟られないために、大王はヴィンターフェルトに兵3千を与えてボーベア川の支流でその西を平行に流れるクヴァイス川の線に展開させ、敵騎兵斥候の侵入を阻止するとともに敵軍の行動を偵察させた。
一方、カール公子の作戦は、ラウジッツから北上してオーデル川に出、フランクフルトを占領してシュレージエンのプロイセン軍とブランデンブルク本領の連絡を断ち、しかるのち西進してベルリンを攻撃するというものであった。カール公子軍はベーメン北辺のライヒェンベルクやフリートラントから続々とラウジッツに入り、ナイセ川を補給路にしてゲルリッツに物資集積基地を置き、そのままナイセ川を下ってフランクフルトに出るつもりであった。ラウジッツに展開するザクセン軍部隊はカール公子軍に合流し、その前衛、もしくは右翼側衛としてラウバン周辺に位置した。

## 戦闘
11月22日、大王はヴィンターフェルトより、敵軍はゲルリッツからラウバンにかけて展開しているとの報告を受けた。大王は老デッサウにザクセンへの前進を開始するよう命令を発するとともに自軍も行動を開始、11月23日、ナウムブルクでクヴァイス川を渡り、4縦隊による強行軍でもって一挙に連合軍への接近を図った。進路上に展開していたザクセン軍のウーランによるわずかな抵抗を除いてプロイセン軍に障害は無く、本隊に急報しようとする彼らをプロイセン軍のフザールが追い掛けた。
ツィーテンの指揮するプロイセン第2軽騎兵連隊は、ウーランを追い散らしながらヘンネルスドルフ村に接近したところで、そこにザクセン軍部隊、騎兵3個連隊と歩兵1個連隊が宿営しているのを発見、ツィーテンは大王に、援軍が来るまで我が部隊で敵を拘束しておくと報告した。これを受けて大王はロッホウに2個胸甲騎兵連隊を預けてツィーテンのもとに急行させ、さらにポレンツの指揮する3個擲弾兵大隊を分派して後を追わせると、残る本隊にさらなる強行軍の開始を命じた。
ツィーテンはザクセン軍陣地を奇襲することに成功し、慌てふためいたザクセン兵は多数の装備を残して村を飛び出すも、村のすぐ外で戦闘隊形を整えることに成功した。そこに駈けつけてきたルエシュ率いる第5軽騎兵連隊がザクセン軍に突撃をかけたが、ザクセン軍騎兵の対抗突撃を受けて跳ね返された。しかし次いでロッホウの胸甲騎兵が現れ、フザールとともに多方向から同時に突撃をかけると今度はザクセン軍騎兵が打ち破られた。ザクセン軍騎兵は散り散りになって敗走し、取り残されたザクセン軍歩兵1000余名はプロイセン軍騎兵に包囲されてしまった。ザクセン軍歩兵は方陣を組んでの銃砲火によってしばらく敵騎兵を寄せ付けなかったが、やがてポレンツの擲弾兵が到着、彼らの攻撃によってザクセン軍の火砲による抵抗は圧倒され、突撃に転じたプロイセン軍騎兵に蹂躙された末にザクセン軍は降伏した。
結局大王の本隊は戦闘の終わった後に到着し、その日はヘンネルスドルフ村に宿営した。ツィーテンはルエシュとともに大王より鹵獲されたザクセン軍の軍太鼓を分け与えられた。ツィーテンはこの戦いで、混乱した戦闘のさ中に味方の不用意な発砲を受けて足に負傷しており、以後の戦闘から離脱した。
翌日プロイセン軍はカール公子軍の捕捉撃滅を図って西進したが、カール公子軍がヘンネルスドルフの戦いを知って進軍を止め、前進していた部隊に後退と集結を命じたことから空振りして25日にはゲルリッツに達し、ゲルリッツ守備隊は降伏、集積されていたあらゆる種類の物資はプロイセン軍の手に落ちた。26日、大王はあくまでカール公子軍を求めてさらに南東に進軍したが、カール公子はひたすら戦闘を回避、作戦を完全に放棄してベーメンへ退却した。27日、ゲルリッツからナイセ川を上ったヴィンターフェルトの部隊がベーメン国境のツィッタウでオーストリア軍の後衛を攻撃し、ツィッタウの戦いが生じてオーストリア軍はツィッタウからも追われた。大王はツィッタウの占領をもって追撃を取りやめ、守備隊が置かれて主力部隊はゲルリッツに集結した。
かくしてプロイセンへの脅威は消滅した。カール公子はかろうじて主力への直撃を免れたものの、膨大な量の物資を放棄しただけでなく、追撃を受けて多くの兵を失い、また脱走兵を出した。23日から27日までの5日間に渡る撤退行で生じたオーストリア軍の損害は5千に達したとされる。大王は強行軍の連続によって疲労した部隊にゲルリッツで休息を与えたのち、ザクセンを屈服させるべく再び西進した。

## 参考資料
- 林健太郎、堀米雇三 編『世界の戦史6 ルイ十四世とフリードリヒ大王』（人物往来社、1966年）
- David Chandler, The Art of Warfare in the Age of Marlborough, （UK: SPELLMOUNT, 1990）
- Luise Johanne L. von Blumenthal, translated by Benjamin Beresford, The life of general de Zieten, Volume 1, （1803, Digitized Jun 15, 2006）
- Reed Browning, The War of the Austrian Succession, （New York: St Martin's Press, 1993）
- Robert B. Asprey, Frederick the Great The Magnificent Enigma, （New York: Ticknor & Fields, 1986）
- Thomas Holcroft, Posthumous works of Frederic II, king of Prussia, Volume 1, （G.G.J. and J. Robinson 1789, Digitized Jan 25, 2008）
- Thomas Carlyle, History of Friedrich II, SAXONY AND AUSTRIA MAKE A SURPRISING LAST ATTEMPT
- de:Schlacht bei Hennersdorf（11. Mai 2009 um 23:49）